# Палазу Мик (Констанца)
Палазу Мик (рум. Palazu Mic) насеље је у Румунији у округу Констанца у општини Михаил Когалничану. Oпштина се налази на надморској висини од 36 m.

## Становништво
Према подацима из 2002. године у насељу је живело 339 становника, од којих су сви румунске националности.